# 詹尼弗·蘇爾
詹尼弗·蘇爾（英語：Jennifer "Jenn" Suhr，1982年2月5日—），原名珍妮弗·斯图钦斯基（英語：Jennifer Stuczynski），美国撐竿跳高运动员，夺得2008年夏季奧林匹克運動會田徑比賽－女子撐桿跳高银牌和2012年夏季奧林匹克運動會田徑女子撐竿跳高比賽金牌。

## 外部連結
- 詹尼弗·蘇爾在的頁面